# JRR-1
JRR-1（ジェイ・アール・アール・ワン：Japan Research Reactor No. 1）は、かつて日本原子力研究所が運転した日本初の原子炉である。
1957年（昭和32年）8月27日より1969年（昭和44年）11月21日まで運転された。
原子炉を利用した各種の実験や技術者の訓練に役立った。既に原子炉としては廃止されており、建屋や原子炉室は、燃料などが取り除かれ密閉管理された状態で、原子力科学研究所敷地内にJRR-1記念展示館として公開されている。

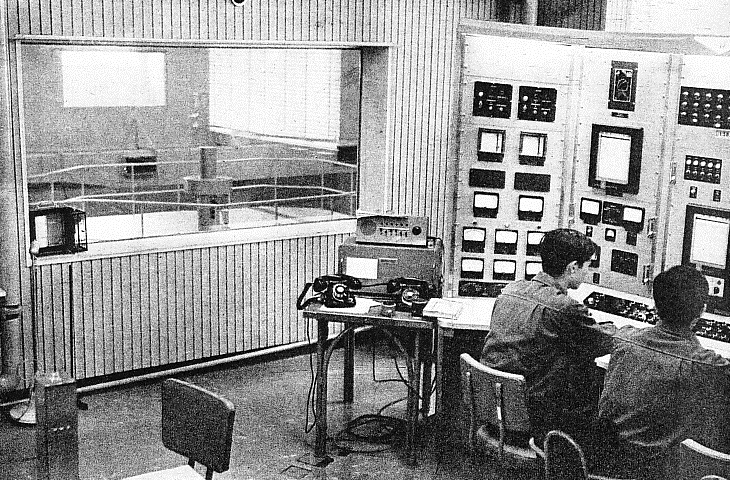
日本最初の原子炉となったJRR-1

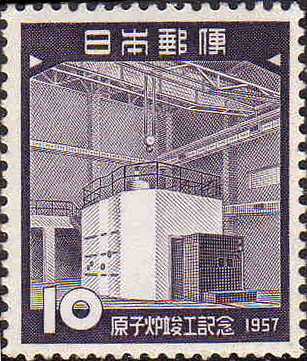
竣工記念切手

## 沿革
1955年11月14日、アメリカから日本へ濃縮ウランを貸与するための日米原子力研究協定（昭和30年12月27日条約19号「原子力の非軍事的利用に関する協力のための日本国政府とアメリカ合衆国政府との間の協定」）がワシントンD.C.で調印され、同年12月27日発効した。研究原子炉用に20%濃縮ウラン235を6 kgを限度に賃貸すること、使用済み核燃料のアメリカへの返還、貸与燃料を目的どおり使用すること、使用記録を毎年報告することがとりきめられた。この協定に基づいて、日本最初の原子炉として日本原子力研究所に二つの研究炉（JRR-1、JRR-2）が導入された。
- 1957年8月27日：日本で初めて臨界状態を達成[6][7]
- 1957年11月26日：最大出力の50kWを達成[8]
- 1957年12月7日：日本で初めてアイソトープを生産[6]
- 1969年11月21日：運転終了[9][7]
- 1970年3月31日：原子炉の解体を完了[10]
- 1978年8月：記念展示館として公開開始[11]

## 仕様
JRR-1の原子炉はNAA社の原子力部門であるAtomics International社によって建設された。補機設備の取り付けには日立製作所が携わった。
- 型式：ウォーターボイラー型
- 熱出力：50kW[14]
- 燃料：ウラン235濃縮度20%の硫酸ウラニル水溶液
- 減速材：軽水
- 反射材：黒鉛